# وارن میچل
وارن میچل (انگلیسی: Warren Mitchell؛ ۱۴ ژانویهٔ ۱۹۲۶ – ۱۴ نوامبر ۲۰۱۵) یک هنرپیشه اهل بریتانیا بود. وی بین سال‌های ۱۹۵۱ تا ۲۰۱۵ میلادی فعالیت می‌کرد. او برنده جایزه بفتا برای بهترین بازیگر تلویزیونی بود.
از فیلم‌هایی که وی در آن نقش داشته است می‌توان به مرگ فروشنده، بسته غیرمنتظره، جاسوس جنگ سرد، ملاقات با مردمان برجسته و کرکرها اشاره کرد.